# Бутовцы (Хорольский район)
Бутовцы (укр. Бутівці) — село,
Староаврамовский сельский совет,
Хорольский район,
Полтавская область,
Украина.
Код КОАТУУ — 5324885403. Население по переписи 2001 года составляло 535 человек.

## Географическое положение
Село Бутовцы находится на правом берегу реки Хорол,
выше по течению примыкает село Староаврамовка,
ниже по течению на расстоянии в 2 км расположено село Пристань,
на противоположном берегу — село Новоаврамовка.
Река в этом месте извилистая, образует лиманы, старицы и заболоченные озёра.

## История
- XVII век — дата основания села.
- Село указано на трехверстовке Полтавской области. Военно-топографическая карта.1869 года как хутор Ст. Аврамовка[2]

## Объекты социальной сферы
- Клуб.

## Достопримечательности
- Братская могила советских воинов.